# Seo-myeon, Suncheon
Seo-myeon (koreanska: 서면) är en socken i kommunen Suncheon i provinsen Södra Jeolla i den södra delen av Sydkorea, 290 km söder om huvudstaden Seoul.